# Borsa merci
La borsa merci è una istituzione nella quale si possono contrattare particolari merci che hanno risonanza mondiale, europea o nazionale.
Nelle borse merci vengono trattati i cereali, come grano, mais, soia, legnami provenienti da tutto il mondo, metalli come ferro, acciaio, rame, zinco, alluminio.
Le contrattazioni avvengono per via telematica e ognuna, alla fine della giornata, predispone un proprio listino  a cui i compratori e i venditori possono fare riferimento.
Non hanno un andamento giornaliero come le borse valori, bensì settimanale, in quanto la natura dei prodotti non consente una rapidità di scambi e comunque tali merci non hanno un mercato ampio e frazionato come i titoli di credito che per loro natura possono essere facilmente e rapidamente trasferibili da un soggetto a un altro: i titoli di credito obbligazionari e azionari non hanno più forma cartacea per cui il trasferimento telematico consente il trasferimento di proprietà che può essere fatto più volte, anche in una stessa giornata.
Nelle borse merci i trasferimenti vengono effettuati con documenti rappresentativi della merce che permettono di poterli utilizzare anche per finanziamenti bancari:
- Nota di pegno
- Fede di deposito

La nota di pegno è un documento che serve a costituire in pegno le merci in esso descritte, onde ottenere dalle banche accrediti o anticipazioni sul valore delle merci, depositate presso i magazzini generali o altri enti analoghi.
La fede di deposito è un documento rappresentativo di una merce depositata presso un magazzino generale. Il titolo deve indicare:  nome e domicilio del depositante, il luogo del deposito, la natura, qualità e quantità delle cose depositate e se per la merce sono stati pagati i diritti doganali e se è assicurata.